# Isa Briones
Isabella Camille „Isa“ Briones (* 17. ledna 1999 Londýn) je americká herečka.
Jejím otcem je filipínsko-americký herec Jon Jon Briones. Herectví se věnuje od dětství, v malých rolích se objevila ve filmech Brown Soup Thing (2008) a Gangsteři (2010). Roku 2018 začala hrát v národním americkém turné muzikálu Hamilton, v té době se představila také ve druhé řadě seriálu American Crime Story. Od roku 2020 působí v seriálu Star Trek: Picard.